# Nexus (Another Level)
Nexus è il secondo album in studio del gruppo pop britannico Another Level, pubblicato nel 1999.

## Tracce
1. Nexus – 1:40
2. Bomb Diggy – 3:35
3. Summertime (featuring TQ) – 3:29
4. We'll Meet Again – 3:41
5. I Like the Way (The Kissing Game) – 4:21
6. Nothing Left to See – 4:07
7. Ain't a Damn Thing Wrong – 4:02
8. My Girl – 3:55
9. Ain't Nothing Going on But the Sex – 4:34
10. What You Know About Me (featuring MC Fats) – 5:15
11. That Girl Belongs to Me – 3:22
12. Hide – 4:04
13. Kai – 1:50
14. From the Heart – 4:52